# RV Polar Duke
Le RV Polar Duke a été un navire océanographique affrété par la Fondation nationale pour la science (NSF) de 1985 à 1997. Il a été conçu spécifiquement pour la recherche scientifique avec des laboratoires secs et humides, ainsi qu'un atelier et un laboratoire électroniques. La coque est construite de la même façon qu’un brise-glace, mais le navire n’est pas aussi puissant. Il était à l'origine équipé d'une grue à potence en A et d'un pont hélicoptère, qui ont tous deux été enlevés lors d'une importante refonte en 1998.

## Historique
Lors de son exploitation par la NSF il servait dans le cadre de l'United States Antarctic Program. Il transportait le matériel et le personnel entre la base antarctique Palmer et le port chilien de Punta Arenas, dans le Détroit de Magellan, pendant 13 ans, apportant un soutien à la recherche en mer et sur les côtes dans les eaux et les îles du passage Drake et autour de la péninsule Antarctique. En novembre 1997, Polar Duke a été remplacé dans son rôle par le brise-glace RV Laurence M. Gould en 1998.
En mai 1998, son propriétaire norvégien, GC Rieber Shipping (en), reconstruisit le Polar Duke en tant que navire de prospection sismique, agrandissant la superstructure arrière et convertissant l'hélipad en pont normal. Il a été cédé à une filiale de Rieber, Exploration Vessel Resources, qui a été cédé en 2005 et racheté plus tard au cours de cette même année par CGG, qui fait maintenant partie de CGGVeritas. Il a été rebaptisé CGG Duke en 2006 et Duke en 2008. Le navire a été désaffecté par CGGVeritas en 2009, a été mis sous pavillon des Bahamas et est actuellement exploité par Gardline CGGV, une entreprise commune de Gardline Geosurvey et CGGVeritas.

## Galerie

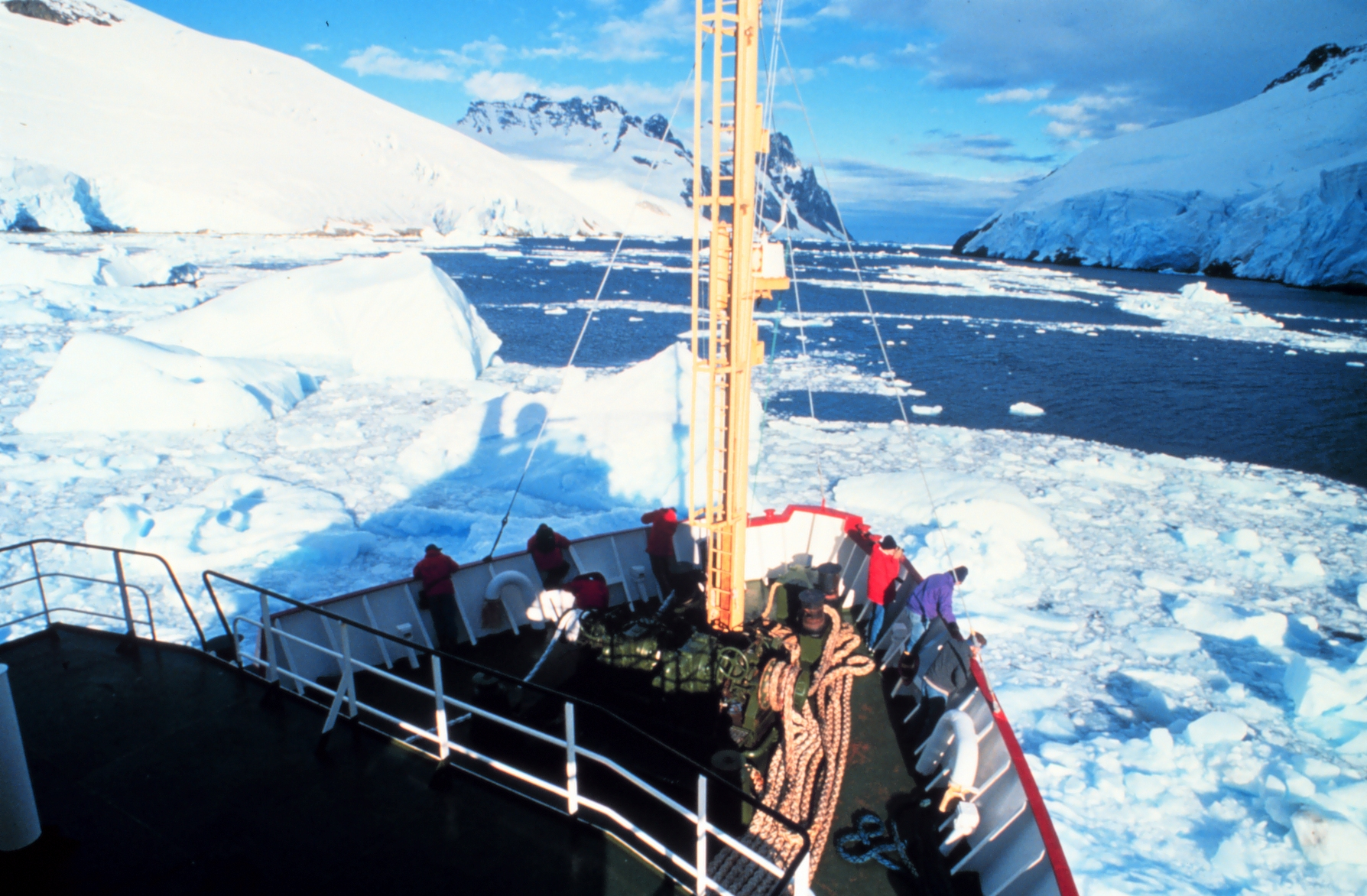
RV Polar Duke (Antarctique)
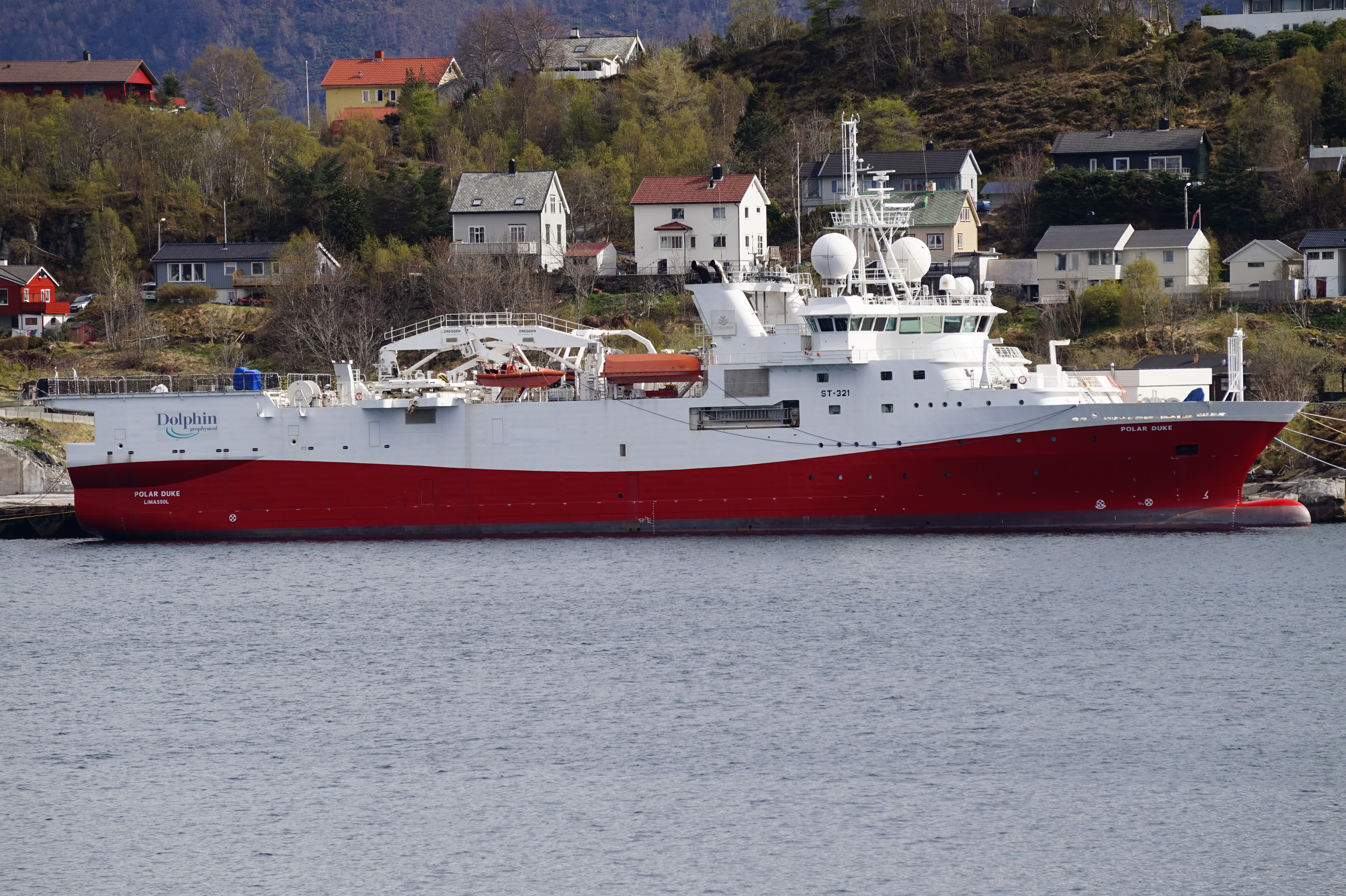
ex-RV Polar Duke(2016)

### Note et référence
1. ↑  R/V Polar Duke - Rieber Shipping A.S.

- (en) Cet article est partiellement ou en totalité issu de l’article de Wikipédia en anglais intitulé « RV Polar Duke » (voir la liste des auteurs).